# Europese kampioenschappen judo 1976 (mannen)
De Europese kampioenschappen judo 1976 werden van 6 tot en met 9 mei 1976 gehouden in Kiev, Sovjet-Unie. 

## Resultaten
| Gewichtsklasse | Goud              | Zilver              | Brons                                 |
| -------------- | ----------------- | ------------------- | ------------------------------------- |
| – 63 kg        | József Tuncsik    | Oleg Zurabiani      | Michel Algisi Yves Delvingt           |
| – 70 kg        | Valeriy Dvoynikov | Dietmar Hötger      | Marian Talaj Aristotel Spirov         |
| – 80 kg        | Jean-Paul Coche   | Adam Adamczyk       | Antoni Reiter Detlef Ultsch           |
| – 93 kg        | Tengiz Khubuluri  | Robert Van de Walle | Arthur Schnabel Goran Zuvela          |
| + 93 kg        | Serhei Novikov    | Givi Onashvili      | Momir Lučić Mihály Petrovszky         |
| Open           | Avel Kazachenkov  | Vladimir Novák      | Radomir Kovačević Dzhibilo Nizharadze |

## Medailleklassement
| Plaats | Land                           | Goud | Zilver | Brons | Totaal |
| 1      | Sovjet-Unie                    | 4    | 2      | 2     | 8      |
| 2      | Frankrijk                      | 1    | -      | 2     | 3      |
| 3      | Hongarije                      | 1    | –      | 1     | 2      |
| 4      | Polen                          | -    | 1      | 2     | 3      |
| 5      | Duitse Democratische Republiek | –    | 1      | 1     | 2      |
| 6      | België                         | –    | 1      | -     | 1      |
| 6      | Tsjecho-Slowakije              | –    | 1      | -     | 1      |
| 8      | Joegoslavië                    | –    | -      | 3     | 3      |
| 9      | Bondsrepubliek Duitsland       | –    | –      | 1     | 1      |
|        | Totaal                         | 6    | 6      | 12    | 24     |